# Sangre Azul
I Sangre Azul sono stati un gruppo spagnolo di heavy metal/AOR, nato alla metà degli anni ottanta. Nella loro carriera terminata nel 1989 hanno registrato 3 dischi in studio e un mini EP all'inizio della carriera.
Musicalmente la band ripercorreva le tappe dei gruppi più famosi, come Europe e Bon Jovi pur mantenendo una vena latina riconoscibile ed una carica melodica molto spiccata.

## Il primo disco: Obsession
Il primo album della band, Obsesión vede la luce nel 1987, pubblicato dalla EMI. Il disco presenta le sue punte in canzoni propriamente Heavy metal come El rey de la ciudad e in canzoni più melodiche e americane come proprio America e Obsesion.

## Il secondo disco: Cuerpo a Cuerpo
Il secondo lavoro della band presenta dei tratti più maturi ed incisivi, le tastiere sono più presenti e gli arrangiamenti si fanno più curati. Esce nel 1988.

## Il terzo disco: El silencio de la noche
Il terzo ultimo disco della band, uscito nel 1989, presenta le stesse caratteristiche del precedente con una spiccata tendenza alle melodie zuccherose e ballabili. Rimane il canto del cigno di questa importante metal band spagnola.

## Discografia
- 1985 - Sangre Azul (Ep autoprodotto)
- 1987 - Obsesión
- 1988 - Cuerpo a Cuerpo
- 1989 - El silencio de la noche